# Boston Manor (metropolitana di Londra)
La stazione di Boston Manor è una stazione della linea Piccadilly della metropolitana di Londra.

## Storia
La stazione di Boston Manor fu aperta il 1º maggio 1883  dalla Metropolitan District Railway (in seguito la linea District) con il nome di Boston Road, sulla nuova tratta da Acton Town alla stazione di Hounslow Town, in seguito chiusa nel 1909.
L'elettrificazione del tracciato avvenne tra il 1903 e il 1905 e i treni elettrici rimpiazzarono quelli a vapore sulla linea fino a Hounslow il 13 giugno 1905. Il nome corrente della stazione venne assegnato nel 1911.
Originariamente servita solo dalla linea District, Boston Manor divenne anche una fermata della linea Piccadilly il 13 marzo 1933 quando quest'ultima linea venne estesa fino alla stazione di Hounslow West.
Contemporaneamente, fra il 1932 e il 1934, la stazione venne ricostruita su progetto di Stanley Heaps; questo impianto fu inaugurato il 25 marzo 1934. L'edificio, dal 21 marzo 2002, è un monumento classificato di grado II.
La linea District ritirò i suoi servizi su questo tratto della linea il 9 ottobre 1964.

## Strutture e impianti
L'edificio progettato da Stanley Heaps negli anni trenta nel moderno stile europeo ricalca lo stile utilizzato in altre parti della linea Piccadilly dall'architetto Charles Holden, con l'utilizzo di mattoni, cemento armato e vetro. La stazione fu costruita in buona parte al di sopra dei binari per sfruttare il poco spazio disponibile (per via della vicinanza con l'ingresso al deposito treni di Northfields). La caratteristica torre, con il bordo e il tipico roundel della metropolitana illuminati, svetta ben al di sopra della bassa struttura e rende visibile la stazione anche a grande distanza. Questa idea fu influenzata dall'architettura tedesca e olandese del periodo e puntava a creare un edificio che spiccasse in una zona suburbana di piccole abitazioni private. Sulle banchine furono mantenute le tettoie in legno originali del 1883.
Il 9 gennaio 2013, la stazione è apparsa su un francobollo delle poste inglesi, come parte di una serie commemorativa del 150º anniversario dell'inaugurazione della prima rete metropolitana. La dicitura sul francobollo riporta "Boston Manor Art Deco Station"
.
Nel 2018 è stato annunciato che la stazione sarà resa accessibile a persone disabili entro il 2022, come parte di un piano di investimenti da 200 milioni di sterline per aumentare il numero di stazioni accessibili sulla rete metropolitana.
La stazione si trova nella Travelcard Zone 4.

## Interscambi
Nelle vicinanze della stazione effettuano fermata alcune linee urbane automobilistiche, gestite da London Buses.
- Fermata autobus

## Galleria d'immagini

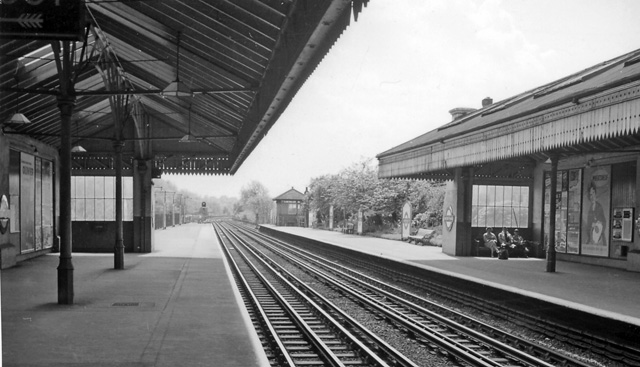
La stazione di Boston Manor nel 1961
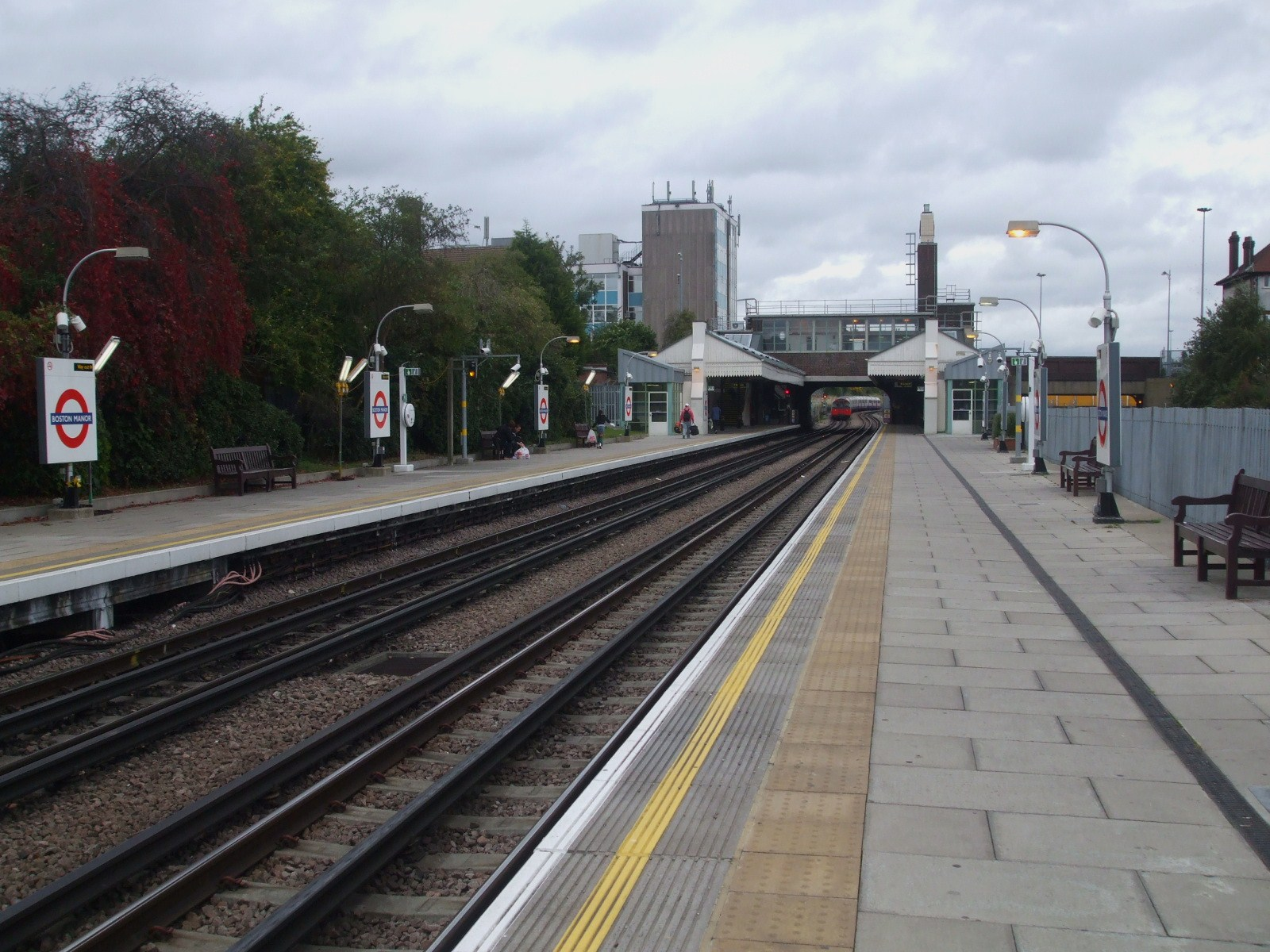
Piattaforma in direzione est
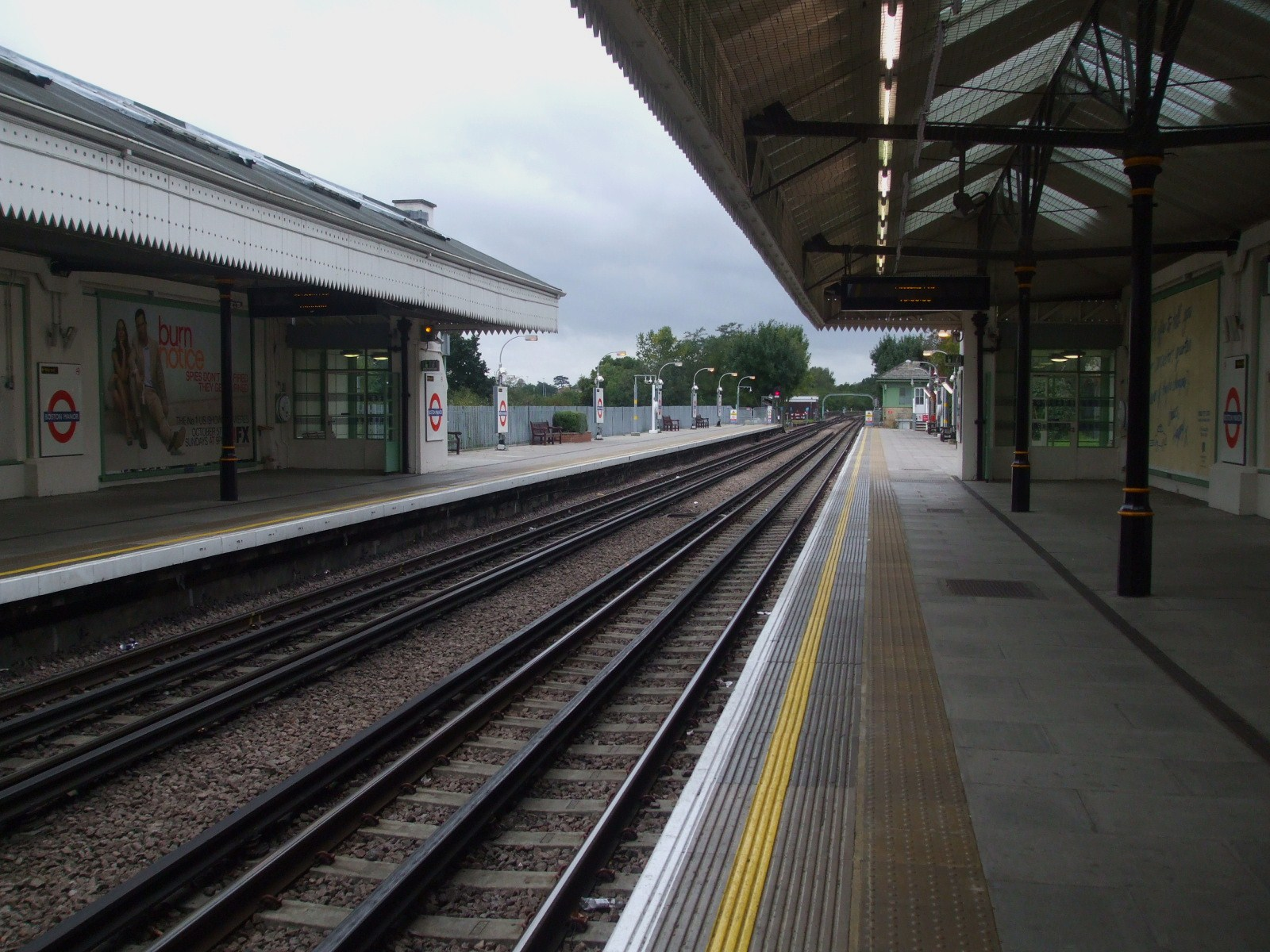
Piattaforma in direzione ovest
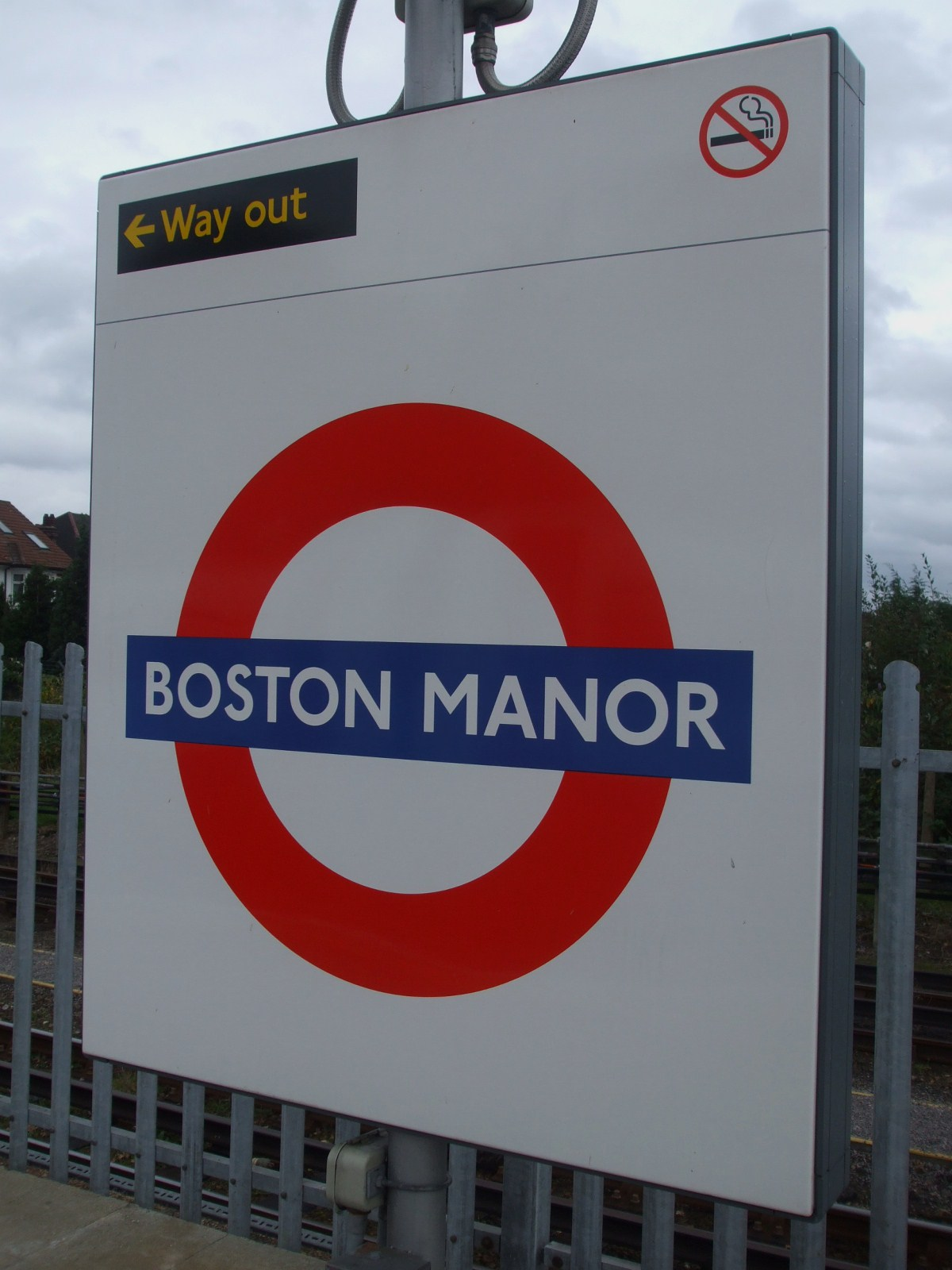
Roundel sulla piattaforma della stazione
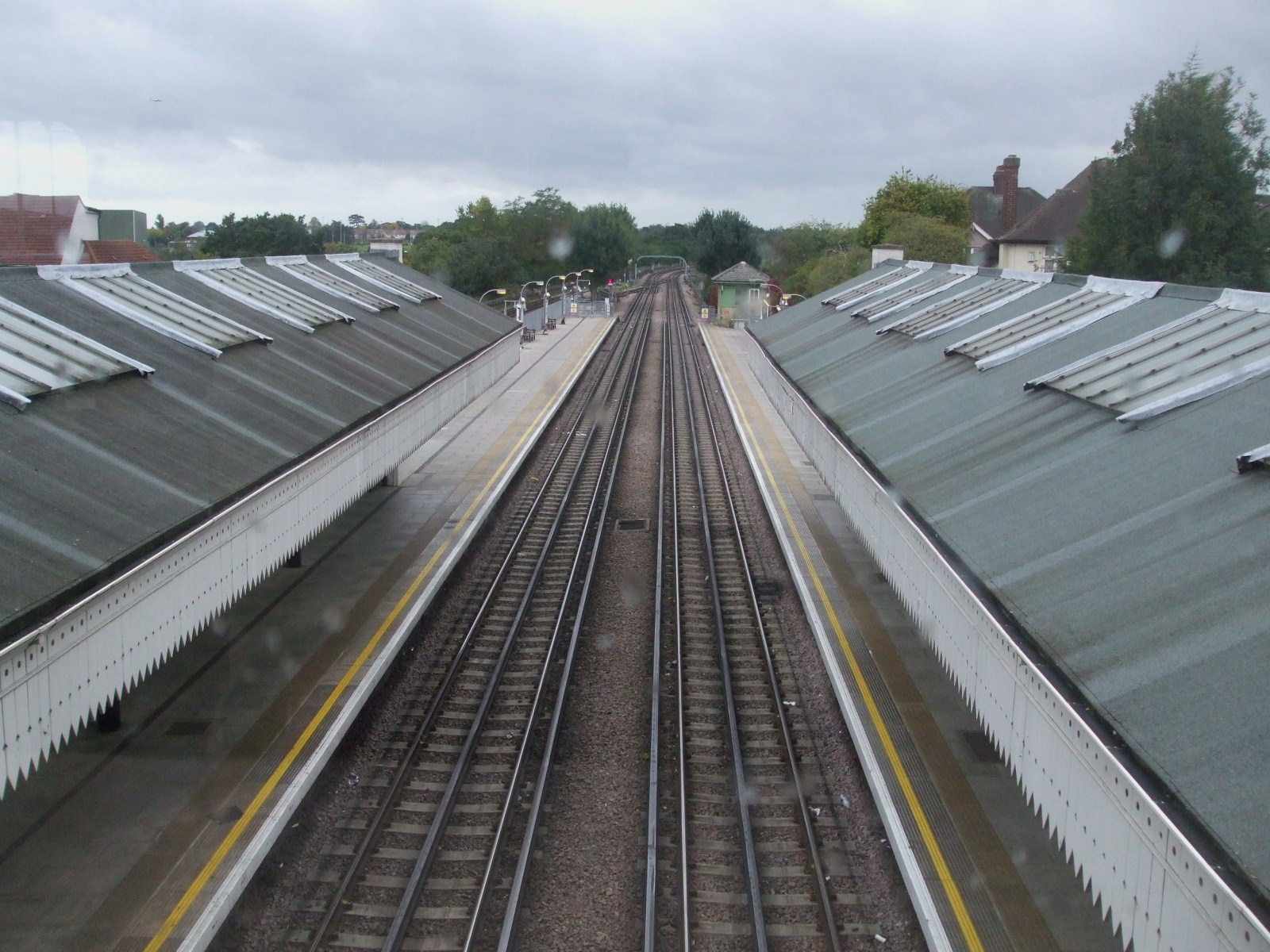
Vista verso ovest dall'edificio della stazione